# José Maria do Espírito Santo Silva
José Maria do Espírito Santo Silva (Encarnação, Lisboa, 13 de maio de 1850 – Anjos, Lisboa, 24 de dezembro de 1915) foi um empresário português.
Com um percurso de vida forjado entre as mudanças políticas, sociais e económicas da Época Liberal em Portugal, José Maria do Espírito Santo Silva foi o patriarca da única dinastia de banqueiros portugueses, ao estabelecer as atividades que originaram o Grupo e o Banco Espírito Santo.

## Biografia
Nascido a 13 de maio de 1850 no número 72 da Travessa dos Fiéis de Deus, no coração do Bairro Alto, José Maria do Espírito Silva foi deixado como "exposto" na Santa Casa da Misericórdia de Lisboa.
Contudo, com base documentação esparsa, testemunhos orais e em investigação histórica, seria seu pai Simão da Silva Ferraz de Lima e Castro, filho de um fidalgo da Casa Real e Conde de Rendufe, que exerceu, entre outros cargos, o de intendente-geral da Polícia, em 1824.  
José Maria seria fruto de uma relação fortuita de Simão com a sua afilhada de batismo Maria Angelina Saraiva, estimando-se que o estatuto social do primeiro tenha levado ao não reconhecimento da paternidade.
A criança seria, pois, batizada como filho de pais incógnitos, a 20 de maio de 1850, na freguesia da Encarnação, em Lisboa, constando do registo ter sido apresentado na igreja pela parteira Hipólita Joana, casada com José Simões.
Consta também que terá sido batizado simplesmente como José, tendo os restantes nomes sido acrescentados mais tarde, nas cerimónias do crisma e do casamento — Espírito Santo, um dos elementos da Santíssima Trindade; Maria, em homenagem a Nossa Senhora (que também consta no registo paroquial como madrinha de baptisto); Silva, presumindo-se ser uma referência ao suposto pai, que tinha, entre outros, esse apelido.
A história de vida do futuro banqueiro, embora investigada (nomeadamente por Carlos Alberto Damas e Augusto de Athayde, e também, mais recentemente, por Luciano Amaral), é, assim, quase desconhecida — José Maria não escreveria memórias, nem deixaria muitas informações, em geral, sobre a sua vida e o seu percurso empresarial.
No seu crescimento terá sido, no entanto, poupado às privações comuns das crianças pobres da Lisboa ''dickensiana'' do século XIX, mas é incerto, por exemplo, que tenha tido acesso a uma educação formal. Deduz-se que, se a teve, a mesma ter-se-á limitado aos rudimentos da alfabetização.
A primeira referência relativa ao seu percurso seria, pois, o estabelecimento, no ano de 1869, como proprietário de uma «caza de câmbio» na Calçada dos Paulistas — atualmente Calçada do Combro —, aos 19 anos de idade. O evento não deixa de sugerir a existência de uma retaguarda paterna ou a ela ligado.
Será de realçar, em qualquer caso, que José Maria do Espírito Santo Silva nunca fez parte da elite económica lisboeta, nem lhe seriam conhecidas relações com a oligarquia política e económica da época, que pudessem facilitar o seu percurso.
A sua ascensão no meio empresarial, e financeiro em particular, foi, contudo, notável — talvez porque a natural aptidão para os negócios, a par da seriedade e rigor que punha em todos os seus actos, lhe tenha granjeado o respeito e a confiança dos que com ele se envolviam, condições que lhe foram proporcionando a conquista de cada vez mais clientes e a acumulação de capitais que soube, de forma prudente e oportuna, investir e multiplicar.

### O período das casas de câmbios
José Maria do Espírito Santo Silva surge como empresário ao abrir, em 1869, uma casa de câmbios com loja na Calçada dos Paulistas.
Apesar da denominação oficial, na realidade, o estabelecimento não se dedicava apenas a operações de troca de divisas; o mesmo seria igualmente lugar de compra e venda de obrigações, de títulos de crédito nacionais e estrangeiros, de empréstimos de dinheiro e, acima de tudo, de venda de bilhetes de lotaria espanhola, à época muito procurada no país.
Com efeito, datam de 1869 os primeiros registos contabilísticos referentes ao seu envolvimento na compra e venda de obrigações, na transacção de outros títulos de crédito nacionais e estrangeiros, em empréstimos de dinheiro, em câmbios e, sobretudo na primeira fase (1869-1883), na revenda de lotaria espanhola, cujos prémios eram muito superiores aos da lotaria portuguesa.
O jovem empreendedor viu aí um fator de atração para os portugueses e, depois, para os brasileiros, já que se tornou um dos principais redistribuidores da lotaria espanhola em Portugal e, depois, também para o Brasil, o que constituiu a sua principal atividade até aos primeiros anos da década de 1880. 
A este interesse também não terá sido estranha a presença em Lisboa, de muitas famílias espanholas fugidas das guerras carlistas, que traziam consigo as suas economias e contribuíam para o consumo daquele jogo.
A compra e venda destes bilhetes de lotaria era, naturalmente, um negócio de comissões. José Maria negociava-as duramente quer com os correspondentes em Espanha, quer com os cambistas portugueses a quem revendia os bilhetes, e, é claro, ganhava também margens no negócio direto com o público.
A partir dos anos 1870, porém, o governo português intentou a repressão da venda das lotarias estrangeiras, e, apesar de não ter sido imediatamente consequente, deixando o negócio perdurar por mais uns anos, a crise financeira ocorrida em Espanha de 1868 a 1874, tornaria a atividade menos proveitosa.
Entretanto, José Maria do Espírito Santo Silva já tinha ganho o capital suficiente para dar um novo salto no seu negócio. Abria assim, em 1880, uma nova loja, com duas portas para a Rua Augusta, 11 e 15, e outra para a Rua Nova d'El-Rei, também conhecida por Rua dos Capelistas (atual Rua do Comércio), a área onde se sediavam quase todos os estabelecimentos bancários da capital.
É nesse período que irá expandir a sua situação no comércio, com atividades de concessão do crédito e, anos depois, também com a negociação de fundos públicos.

### O período das casas bancárias
Em 1884, José Maria do Espírito Santo Silva surge na constituição de uma sociedade em comandita, sob a firma Beirão, Silva, Pinto & C.a, Lda, com o capital de 150:000$000. O objeto da nova sociedade era o da «compra e venda, por conta própria ou alheia de papéis de crédito, fundos públicos nacionais e estrangeiros, operações bancárias e em geral todas as transacções comerciais próprias da natureza deste estabelecimento». 
Tendo até então trabalhado apenas como empresário individual, surge, pela primeira vez, aos 34 anos de idade, associado a outras pessoas numa empresa financeira.
Nesta nova sociedade, José Maria irá deter, no capital da empresa, 100 contos de réis e João de Oliveira Casquilho, o outro parceiro principal do negócio, 50 contos de réis. Estes eram os sócios capitalistas. Como sócios que não realizaram entradas de capital, participavam António Pereira dos Santos Beirão e o colaborador José Norberto da Silva Pinto (empregado da loja da Calçada do Combro e secretário particular de JMESS).
A loja de que José Maria do Espírito Santo Silva era proprietário na Rua Augusta, torneando para a Rua dos Capelistas, foi por ele cedida à sociedade, recebendo por conta dessa cedência o direito a 15% dos lucros. Dois terços dos lucros remanescentes seriam divididos em três partes iguais, cabendo duas delas a JMESS e a outra ao sócio João Casquilho. Desta forma, José Maria, sócio principal da nova empresa, teria ficado disponível para se dedicar a outros empreendimentos.
Mais uma vez por razões que se desconhecem, Espírito Santo abandonou a casa bancária que fundara em 1894 apenas cinco depois da sua criação, em 1889, e durante quase uma década não se terá envolvido em atividades de ordem financeira. Em vez disso, dedicou-se à área imobiliária.
A suspensão das suas atividades na área financeira revelar-se-ia, contudo, providencial, já que, por volta de 1891-1892, Portugal conheceria uma das mais graves crises financeiras da sua história. O Estado Português revelou-se incapaz de pagar a sua dívida e, em consequência, o "real" (a moeda portuguesa da época), foi retirada do padrão-ouro. Um grande número de bancos e casas bancárias entrou em dificuldades, sendo que várias foram à falência.
Quando José Maria regressou aos negócios bancários, a situação já se havia estabilizado. Curiosamente, voltou a reunir os parceiros da casa anterior, abrindo a "Silva, Beirão, Pinto & Cia." (1898). 
A dimensão da sociedade refeita seria, a princípio, em termos de volume de negócios, bem distante das maiores congéneres da época (as casas Borges & Irmão, Henry Burnay & Cia., José Henriques Toota ou Fonsecas, Santos & Vianna, para não falar dos próprios bancos comerciais). Na viragem para o século XX (a partir de 1902), porém, a casa conheceria uma expansão significativa. De novo, desconhecem-se as razões do êxito verificado, o qual, contudo, a fez aproximar-se das maiores de Lisboa. 
Em 1911, dado o falecimento de José Norberto Pinto (1909) e de António Beirão (1911), a casa acabou por ser dissolvida, pelo que José Maria se lançaria na abertura de uma nova (e última) casa bancária, de que seria agora o único sócio principal, a J. M. Espírito Santo Silva & Cia. (1911). Os sócios minoritários seriam o filho mais velho, fruto da sua relação com a segunda mulher, Rita Ribeiro - José Ribeiro do Espírito Santo Silva -, o genro Custódio Moniz Galvão, médico formado em Coimbra, casado com a filha Maria Justina, e mais cinco amigos e conhecidos.
Com o seu falecimento, ocorrido quatro anos mais tarde, a sociedade daria lugar à Espírito Santo Silva & Cia., gerida pelo filho José, em parceria com os funcionários mais antigos da casa. José, que contava então os mesmos 19 anos de idade com que o pai se lançara como cambista, e que estudara por um período no internato masculino Merchiston Castle School, em Edimburgo, na Escócia, acabaria por dominar, com o irmão mais novo, Ricardo do Espírito Santo Silva, a totalidade do capital social, em 1919.
Já a 9 de abril de 1920, por sua vez, os dois irmãos transformavam a casa bancária Espírito Santo Silva & Cia. em banco, com o capital social de 3.600 contos, mantendo a sede na Rua do Comércio, e a forma jurídica de sociedade anónima de responsabilidade limitada.
Nascia, assim, pela mão dos seus descendentes mais próximos, uma das principais marcas do setor bancário português no século XX e princípio do século XXI, o Banco Espírito Santo, também conhecido pelo acrónimo "BES".

### A atividade no setor imobiliário
Ao abandonar a casa bancária que fundara em 1884, José Maria do Espírito Santo Silva abraçou como principal atividade a compra e venda de imóveis e a promoção imobiliária. Não se tratava de algo totalmente novo nos seus interesses, pois desde a década de 1870 que vinha realizando negócios nessa área. Contudo, o que até então fora realizado a título secundário, passava a ser a sua ocupação principal, até ao ano de 1897.
A atração pelo ramo pode explicar-se pelo crescimento significativo de Lisboa à época - várias zonas até então rurais ou semirurais, limítrofes à capital, consolidavam-se no tecido urbano (as proximidades do Rato, a Lapa, Campo de Ourique ou Arroios); outras, já urbanizadas, eram objeto de reconversões funcionais (caso da Avenida da Liberdade, desenvolvida sobre o antigo Passeio Público).
Até 1897 José Maria estaria bastante ativo em operações nessas diferentes zonas, mas onde terá tido mais sucesso foi na urbanização de Campo de Ourique — descobrindo o potencial da zona "antes da hora", ali arrendou a exploração de uma pedreira, onde acabou a formar lotes e a promover a sua edificação, vendendo-os depois com significativos proveitos.

### Os investimentos em África
No final da sua vida, assinala-se o facto de José Maria do Espírito Santo Silva ter realizado alguns investimentos de relevo em África.
A primeira dessas experiências ocorreria em 1906, quando participou como sócio minoritário (contribuindo com 6,5% do capital inicial), junto da família Orey, na fundação da Empresa Açucareira do Búzi (cujo objeto era o cultivo de cana-de-açúcar e a fabricação de açúcar).
Mais importantes, porque feitas já em posição de referência, foram as participações adquiridas em negócios do empresário colonial António Costa — a aquisição de 31,7% do capital da Sociedade Agrícola do Cassequel e de 25% do capital da empresa António Costa & C.ª, em 1913. O objeto da primeira era a cultura de algodão e o fabrico de açúcar; e o da segunda era o comércio indiferenciado de produtos coloniais.
António Costa era detentor de 50% do capital da Sociedade Agrícola do Cassequel e foi ele quem comprou a propriedade Maravilha do Cassequel (15 mil hectares), nas imediações da povoação da Catumbela. Costa terá recorrido a José Maria para o crédito apenas mediante a entrega da quota de 31,7& do capital da empresa.
Tal posição viria a ter muita importância em negócios futuros da família Espírito Santo.

### Falecimento
José Maria do Espírito Santo Silva morreu na véspera do Dia de Natal, a 24 de dezembro de 1915, em sua casa, em Lisboa (Anjos) — o 1.º andar do n.º 18 da Avenida Almirante Reis, vítima de diabetes e aortite.
Tinha 65 anos de idade.
Correspondência trocada indica que se sentia frágil de saúde há vários anos, a qual tentava recuperar com estadas em Interlaken, nos Alpes suíços.
O funeral realizou-se dois dias depois da data do óbito, a 26 de dezembro, tendo o seu corpo sido sepultado num jazigo no Alto de São João, junto da sua mãe, Maria Angelina Saraiva.
A imprensa noticiou largamente o acontecimento, referindo-se ao extinto como «(...) uma das mais influentes e respeitosas figuras do nosso meio bancário».
Igualmente de acordo com notícias da época, o caixão foi conduzido até ao Alto de São João num coche preto de primeira classe, puxado por seis cavalos e escoltada por 14 criados da funerária. Foi acompanhado pela academia musical do Lumiar e por 300 trens a cavalo, dez dos quais destinados à família. Apesar da multidão que esteve presente, entre ela se incoporaram também, «personalidades em destaque na finança, no alto comércio, no meio bancário...».
Da sua herança constariam quatro negócios no ativo, dez prédios e títulos no valor de 1200 contos (esta quantia equivaleria, a valores de 2024, a 28 milhões de euros).
Da metade disponível da herança, distribui 30 contos por asilos e albergues de infância desvalida. Neles se destaca a sociedade de beneficência José Estevão, o que leva historiadores a inferir uma simpatia pelo regime republicano.

## Família, casamento e descendência
José Maria do Espírito Santo Silva foi casado duas vezes.
Nehuma das mulheres com quem casou terá sido veículo de riqueza acrescida ou ascensão social, pois nenhuma seria possuidora de fortuna, ou vinha de família nobre ou burguesa.
A 20 de dezembro de 1869, casou primeira vez na Igreja Paroquial de Nossa Senhora da Encarnação, em Lisboa, com Maria da Conceição (Encarnação, Lisboa, 8 de fevereiro de 1851 – Belas, Sintra, 17 de julho de 1891), batizada na Santa Casa da Misericórdia de Lisboa e, como ele, registada como filha de pais incógnitos. 
Deste casamento nasceram Maria Justina do Espírito Santo e Silva (Mercês, Lisboa, 26 de setembro de 1870 – Coração de Jesus, Lisboa, 22 de janeiro de 1939) e Luísa Cândida do Espírito Santo e Silva (Mercês, Lisboa, 19 de março de 1872 – Anjos, Lisboa, 10 de março de 1888), esta precocemente falecida.
A 18 de abril de 1907, casou segunda vez na Igreja Paroquial de Santa Marinha, em Vila Nova de Gaia, com Rita de Jesus Ribeiro (Arcossó, Chaves, 20 de agosto de 1866 – Coração de Jesus, Lisboa, 12 de agosto de 1951), filha de António Manuel e de Luísa Bárbara Ribeiro, lavradores de Vidago. 
Pelo casamento foram legitimados uma filha e dois filhos, tendo ainda nascido um terceiro filho já após o casamento: Maria Julieta Ribeiro da Silva (São José, Lisboa, 27 de outubro de 1893); José Ribeiro do Espírito Santo Silva (São José, Lisboa, 13 de novembro de 1895 – Paris, 13 de junho de 1968); Ricardo Ribeiro do Espírito Santo Silva; e Manuel Ribeiro do Espírito Santo Silva (Anjos, Lisboa, 30 de setembro de 1908 – Lumiar, Lisboa, 28 de janeiro de 1973).